# Medocius
Medocius ist in der Keltischen Mythologie der Name einer Kriegs- und Schlachten-Gottheit, die in Britannien verehrt wurde.

## Mythologie
Von Medocius wurde nur eine einzige Weiheinschrift 1891 bei Colchester (County Essex, England), dem früheren Camulodunum, gefunden. Die Inschrift lautet:
Deo Marti Medocio Camp-
e(n)sium et Victori(a)e Alexan-
dri Pii Felicis Augusti nos(tr)i
donum Lossio Veda de suo
posuit nepos Vepogeni Caledo
(„Dem Gott der Schlachtfelder Mars Medocius und dem Siege von [Imperator Caesar Marcus Aurelius Severus] Alexander Pius Felix Augustus von Lossius Veda, dem Enkelsohn des Vepogenus Caledos, aus eigenen [Mitteln] gestiftet“)
Nach der Interpretatio Romana wird er mit Mars gleichgesetzt. Da in Camulodunum libysche Truppen in Garnison lagen, wird er auch als libysche Gottheit vermutet, was allerdings bisher nicht zweifelsfrei nachgewiesen werden konnte.
Sein Name wird aus der rekonstruierten protokeltischen Wurzel *medwo-oci („der Betrunkene“) und dem Lexem *okitā („eggen, die Egge führen“) erschlossen und könnte etwa „Met-Egger, der für den Met eggt“ bedeuten. Ein Zusammenhang mit der von antiken Chronisten überlieferten keltischen Gewohnheit, vor der Schlacht ein Trinkgelage abzuhalten, wird vermutet.